# Oscar Holub
Pour les articles homonymes, voir Holub.
Oscar Holub, né le 5 mars 1951 à Steyr et mort le 20 mars 2023 dans la même ville, est un peintre autrichien.

## Biographie

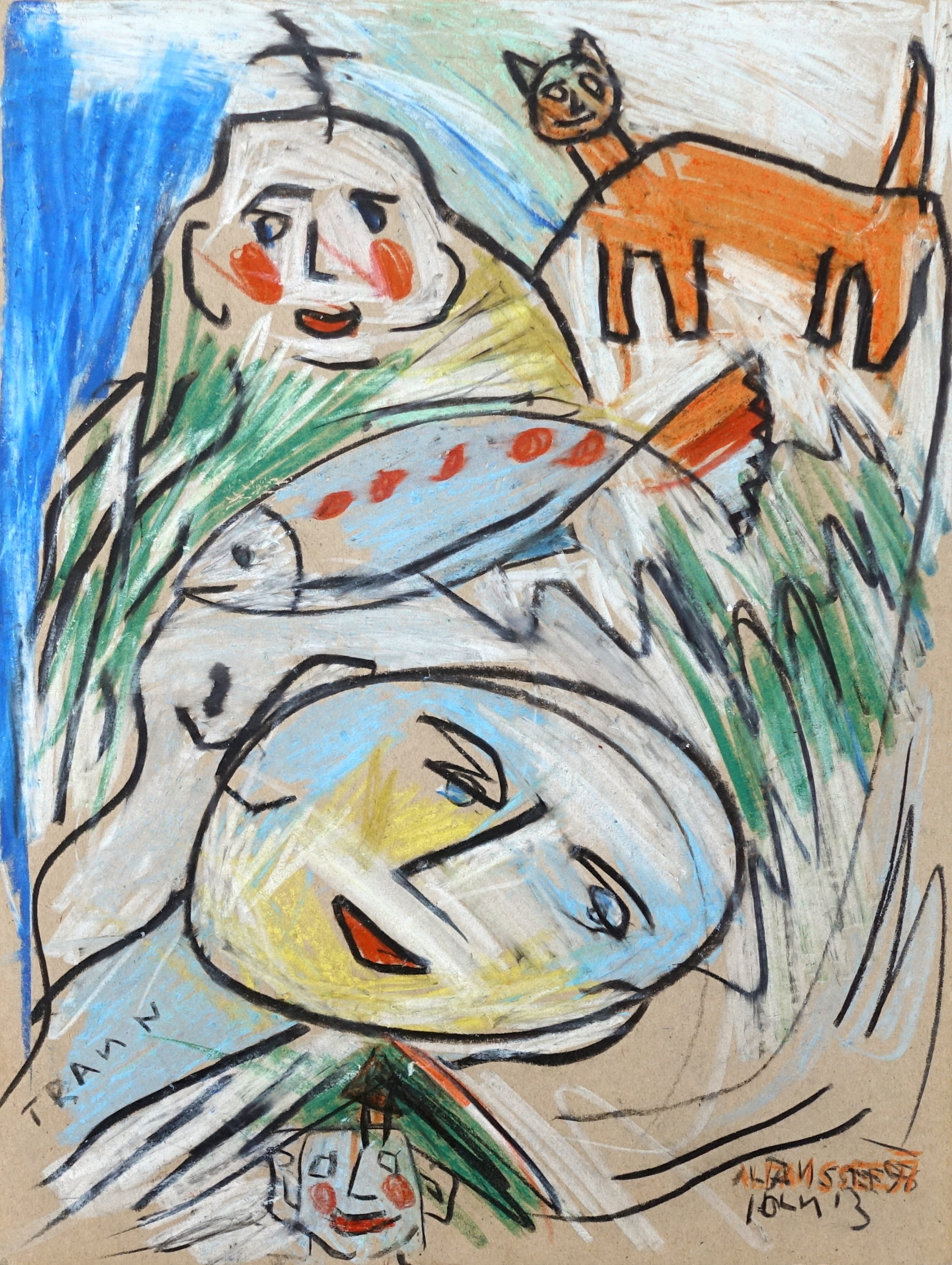
Loser avec le lac d'Altaussee, 2003, craie sur carton.

Holub étudie la psychologie à Vienne et fait des voyages d'étude à Český Krumlov en République tchèque, et en Italie à Paliano et à Rome. Depuis 1998, il travaille comme artiste indépendant. En 2005, il publie un livre illustré et, depuis les années 2000, publie un calendrier avec des images de ses œuvres.